# Corrhenes papuana
Corrhenes papuana är en skalbaggsart som beskrevs av Stefan von Breuning 1959. Corrhenes papuana ingår i släktet Corrhenes och familjen långhorningar. Inga underarter finns listade i Catalogue of Life.